# Henry Cosby
Henry Cosby (né le 12 mai 1928 à Détroit, mort le 22 janvier 2002 à Royal Oak) était un parolier, arrangeur, producteur de disques et musicien américain, également connu sous le pseudonyme de Hank Cosby.
Travaillant pour la Motown durant les années 1960, il produit plusieurs grands noms du label tels que The Supremes, The Temptations ou Marvin Gaye. Avec Sylvia Moy, il sera l'un des proches collaborateurs de Stevie Wonder au début de sa carrière.
Il coécrit et/ou coproduit trois singles qui deviendront des numéros 1 au Billboard Hot 100 : Fingertips (Stevie Wonder, 1963), Love Child (en) (Diana Ross & The Supremes, 1968) et The Tears of a Clown (The Miracles, 1968).

## Biographie
Henry Rhodes Cosby naît à Detroit dans le Michigan le 12 mai 1928, fils de Joseph et Scrilda Ann Cosby. Il poursuit des études au Northern High School (en) de la ville.
Enrôlé dans l'US Army durant la guerre de Corée, il y rencontre le saxophoniste de jazz Cannonball Adderley dans l'orchestre militaire. À son retour, ne souhaitant pas voyager avec le groupe de Adderley, il rejoint l'orchestre de jazz du pianiste Joe Hunter (en) et joue du saxophone tenor dans plusieurs clubs et dans différents studios d'enregistrement de la région. Le groupe collabore notamment avec Jackie Wilson, ce qui leur permet de faire connaissance avec Berry Gordy, alors manager du chanteur.
En 1959, Gordy lance son projet Motown Records et recrute le groupe de Joe Hunter alors constitué de Cosby, Benny Benjamin (en), James Jamerson, Larry Veeder, et Mike Terry (en). Hunter est remplacé par Earl Van Dyke et devient, à l'initiative de William Stevenson, le groupe de musiciens de studio connu sous le nom des Funk Brothers qui accompagnera de nombreuses stars du label durant les séances d'enregistrement. Cosby dira qu'ils étaient les hommes à tout-faire du label, tantôt ingénieurs et arrangeurs, tantôt musiciens. En tant que membre de ce groupe, Cosby jouera sur des centaines de morceaux durant les années 1960 dont Dancing in the Street de Martha Reeves & the Vandellas (1964), sans être nommé dans les crédits, comme le prévoyaient les contrats des musiciens de la Motown à cette époque. Le groupe participera également à d'autres enregistrements auprès de maisons de disques concurrentes, comme chez Vee-Jay Records où on peut les entendre sur le titre Boom Boom de John Lee Hooker,.

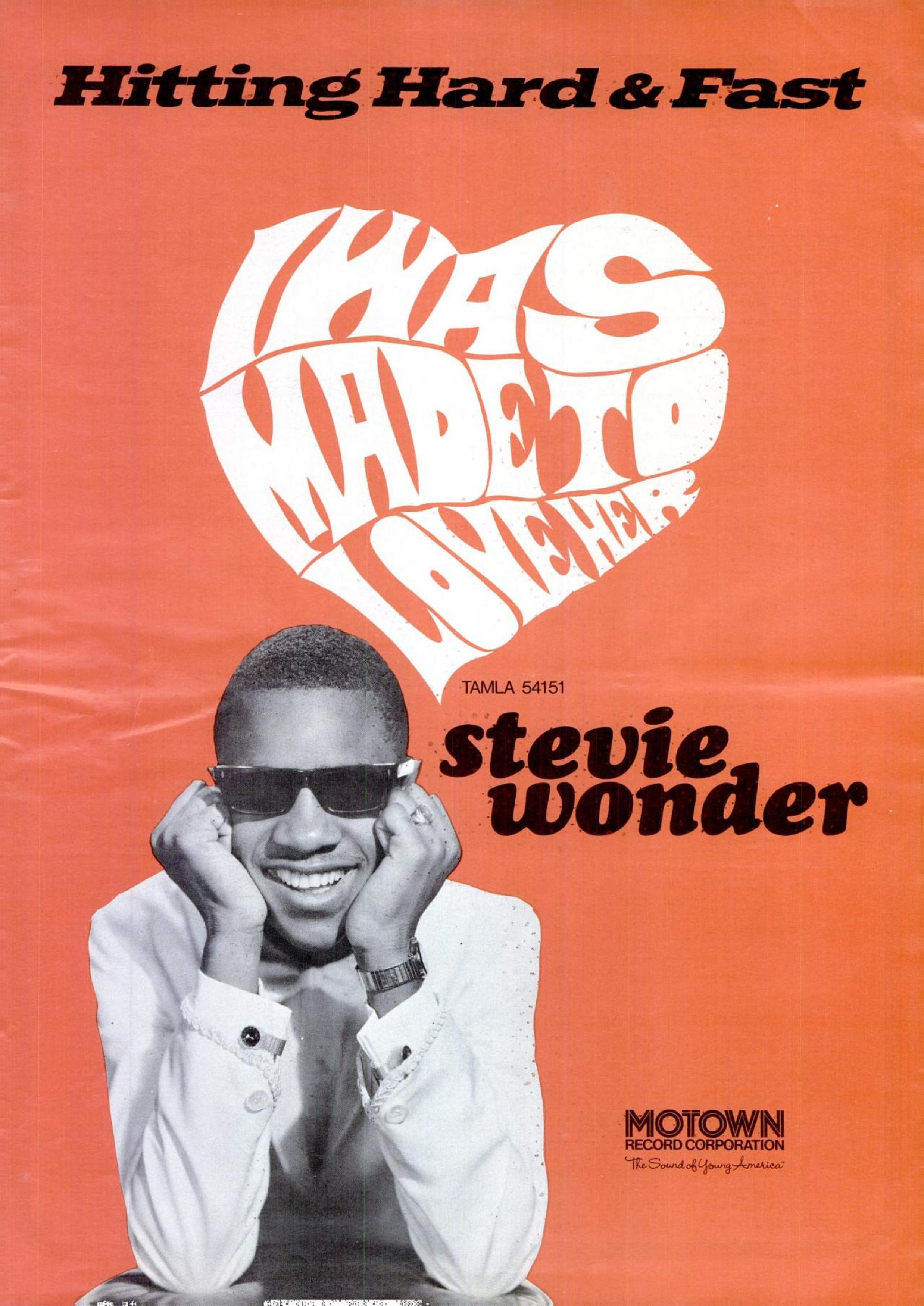
Henry Cosby coécrit et produit I Was Made To Love Her en 1967.

Déjà séduit par ses talents de saxophoniste, Gordy lui attribuera d'autres tâches : Cosby sera à la fois arrangeur, producteur et parolier, accompagnant notamment le jeune Stevie Wonder dont il co-écrit et co-produit les premiers succès. Souvent associé à Sylvia Moy, ils travailleront de concert sur les titres Fingertips, My Cherie Amour, I Was Made to Love Her, Uptight (Everything's Alright) ou encore For Once in My Life. Habituellement, Wonder proposera une mélodie, Moy s'occupant des textes et Cosby prenant en charge les arrangements. Cosby écrira également plusieurs chansons présentes sur les albums du chanteur américain (Angie Girl, Sylvia et Angel Baby) et coécrira avec lui The Tears of a Clown, demandant à Smokey Robinson d'en écrire les paroles : la chanson deviendra n°1 en 1968 pour The Miracles.
En tant que producteur de la Motown, Cosby fait partie de l'équipe de production connue sous le nom de The Clan, où il est accompagné de Berry Gordy, Pam Sawyer (en), Deke Richards, Frank Wilson (en) et R. Dean Taylor (en).
Tout au long de la décennie 1960, Cosby travaille avec de nombreux autres artistes de la compagnie discographique (dont The Supremes, The Temptations, Marvin Gaye, Gladys Knight & the Pips, The Jackson 5, Junior Walker, Edwin Starr, Brenda Holloway (en), David Ruffin ou encore Mary Wells) que ce soit à la production, à l'écriture, ou même en tant que saxophoniste.
En 1971, il produit le titre C'est la même chanson de Claude François (une reprise de It's the Same Old Song des Four Tops) sur l'album du même nom. Trois autres titres seront enregistrés dans les studios de la Motown à Détroit avec les Funk Brothers, tous produits par Cosby : Bernadette, Réveille-moi et Les Ballons et les Billes.
Migrant à Los Angeles lorsque la Motown y emménage vers 1972-1973, Cosby juge que le label perd son âme en se délocalisant et prend la décision de le quitter. Il continue toutefois la production musicale pour plusieurs labels concurrents : chez Columbia Records avec Blood, Sweat and Tears (Mirror Image (en), 1974), chez Polydor avec Colonel Abrams (en) ou encore chez Fantasy Records, où il produit Martha Reeves (We Meet Again, 1978) et Rance Allen (en).
Cosby se retire de l'industrie musicale durant les années 1980 et ses dernières années sont parsemées de problèmes médicaux. Il est admis à l’hôpital William Beaumont de Royal Oak le 25 juillet 2001 pour un triple pontage cardiaque. En raison d'infections trop tardivement détectées, il subira trois autres opérations mais succombera le matin du 22 janvier 2002, à l'âge de 73 ans. Lors de ses obsèques au complexe funéraire James H. Cole de Détroit, Stevie Wonder interprète My Cherie Amour devant trois cents personnes, Rance Allen et Jennifer Fouche lui rendant également hommage en chansons. Il est inhumé au cimetière Forest Lawn du comté de Wayne.

### Vie privée
Cosby a eu trois garçons : Kevin, né d'un premier mariage, puis Henry Jr. et William avec son épouse Patricia, rencontrée à la Motown, où elle fut successivement réceptionniste, technicienne de maintenance puis coordinatrice musicale.

### Reconnaissance
En 2006, Cosby est introduit de manière posthume au Songwriters Hall of Fame, simultanément à Sylvia Moy.

## Discographie sélective

### Singles
| Année                                                                                      | Titre                            | Artiste                          | Classements            | Classements       | Parolier(s)                             | Producteur(s)                          |
| Année                                                                                      | Titre                            | Artiste                          | États-Unis (Billboard) | Royaume-Uni (OCC) | Parolier(s)                             | Producteur(s)                          |
| ------------------------------------------------------------------------------------------ | -------------------------------- | -------------------------------- | ---------------------- | ----------------- | --------------------------------------- | -------------------------------------- |
| 1963                                                                                       | Fingertips                       | Stevie Wonder                    | 1                      | —                 | Cosby, Clarence Paul                    | Berry Gordy Jr.                        |
| 1963                                                                                       | Work Out, Stevie, Work Out       | Stevie Wonder                    | 33                     | —                 | Cosby, Paul                             | Paul                                   |
| 1965                                                                                       | Uptight (Everything's Alright)   | Stevie Wonder                    | 3                      | 14                | Cosby, Sylvia Moy, Wonder               | Cosby, Mickey Stevenson                |
| 1966                                                                                       | Nothing's Too Good for My Baby   | Stevie Wonder                    | 20                     | —                 | Cosby, Moy, Stevenson                   | Cosby, Stevenson                       |
| 1966                                                                                       | A Place in the Sun               | Stevie Wonder                    | 9                      | 20                | Ron Miller, Bryan Wells                 | Cosby                                  |
| 1966                                                                                       | It Takes Two (en)                | Marvin Gaye & Kim Weston         | 14                     | 16                | Stevenson, Moy                          | Cosby, Stevenson                       |
| 1967                                                                                       | I Was Made to Love Her           | Stevie Wonder                    | 2                      | 5                 | Cosby, Moy, Wonder, Hardaway            | Cosby                                  |
| 1967                                                                                       | I'm Wondering                    | Stevie Wonder                    | 12                     | 22                | Cosby, Moy, Wonder                      | Cosby                                  |
| 1968                                                                                       | Shoo-Be-Doo-Be-Doo-Da-Day        | Stevie Wonder                    | 9                      | 46                | Cosby, Moy, Wonder                      | Cosby                                  |
| 1968                                                                                       | Love Child (en)                  | Diana Ross & The Supremes        | 1                      | 15                | The Clan                                | The Clan & Henry Cosby                 |
| 1968                                                                                       | For Once in My Life              | Stevie Wonder                    | 2                      | 3                 | Ron Miller, Orlando Murden              | Cosby                                  |
| 1969                                                                                       | My Cherie Amour                  | Stevie Wonder                    | 4                      | 4                 | Cosby, Moy, Wonder                      | Cosby                                  |
| 1969                                                                                       | No Matter What Sign You Are (en) | Diana Ross & the Supremes        | 31                     | 37                | Cosby, Berry Gordy Jr.                  | Cosby, Berry Gordy Jr.                 |
| 1970                                                                                       | The Tears of a Clown             | Smokey Robinson & The Miracles   | 1                      | 1                 | Cosby, Wonder, Robinson                 | Cosby, Robinson                        |
| 1970                                                                                       | Never Had a Dream Come True      | Stevie Wonder                    | 67                     | 6                 | Cosby, Moy, Wonder                      | Cosby                                  |
| 1970                                                                                       | I Should Be Proud (en)           | Martha & the Vandellas           | 80                     | —                 | Cosby, Pam Sawyer (en), Joe Hinton (en) | Cosby                                  |
| 1973                                                                                       | With a Child's Heart             | Michael Jackson (Wonder en 1966) | 50                     | —                 | Cosby, Moy, Vicki Basemore              | Freddie Perren (en), Fonce Mizell (en) |
| "—" signifie que le titre n'a pas atteint les classements ou n'est pas sorti dans ce pays. |                                  |                                  |                        |                   |                                         |                                        |

- Henry Cosby apparait dans les crédits d'écriture du titre Little Ole Man (Uptight, Everything's Alright) (en) de Bill Cosby (4e au Billboard Hot 100 en 1967) mais Henry et Bill n'ont pas de lien de parenté : la chanson de Bill est une nouvelle version de Uptight (Everything's Alright).

### Albums
| Année                                                                                      | Titre                          | Artiste              | Classements            | Classements       | Producteur(s)                                        |
| Année                                                                                      | Titre                          | Artiste              | États-Unis (Billboard) | Royaume-Uni (OCC) | Producteur(s)                                        |
| ------------------------------------------------------------------------------------------ | ------------------------------ | -------------------- | ---------------------- | ----------------- | ---------------------------------------------------- |
| 1962                                                                                       | The Jazz Soul of Little Stevie | Stevie Wonder        | —                      | —                 | Clarence Paul, Henry Cosby                           |
| 1962                                                                                       | Tribute to Uncle Ray           | Stevie Wonder        | —                      | —                 | Paul, Cosby                                          |
| 1966                                                                                       | Up-Tight                       | Stevie Wonder        | 33                     | 14                | Paul, Cosby, Stevenson, Brian Holland, Lamont Dozier |
| 1966                                                                                       | Down to Earth                  | Stevie Wonder        | 92                     | —                 | Paul, Cosby                                          |
| 1967                                                                                       | I Was Made to Love Her         | Stevie Wonder        | 45                     | —                 | Paul, Cosby                                          |
| 1974                                                                                       | Mirror Image (en)              | Blood, Sweat & Tears | 149                    | —                 | Cosby                                                |
| 1978                                                                                       | We Meet Again                  | Martha Reeves        | —                      | —                 | Cosby                                                |
| 1978                                                                                       | Straight From The Heart        | Rance Allen (en)     | —                      | —                 | Cosby                                                |
| 1979                                                                                       | Come Away With Me              | The Originals (en)   | —                      | —                 | Cosby                                                |
| 1980                                                                                       | Gotta Keep Moving              | Martha Reeves        | —                      | —                 | Cosby, Dozier                                        |
| "—" signifie que le titre n'a pas atteint les classements ou n'est pas sorti dans ce pays. |                                |                      |                        |                   |                                                      |